# Kalinowszczyzna

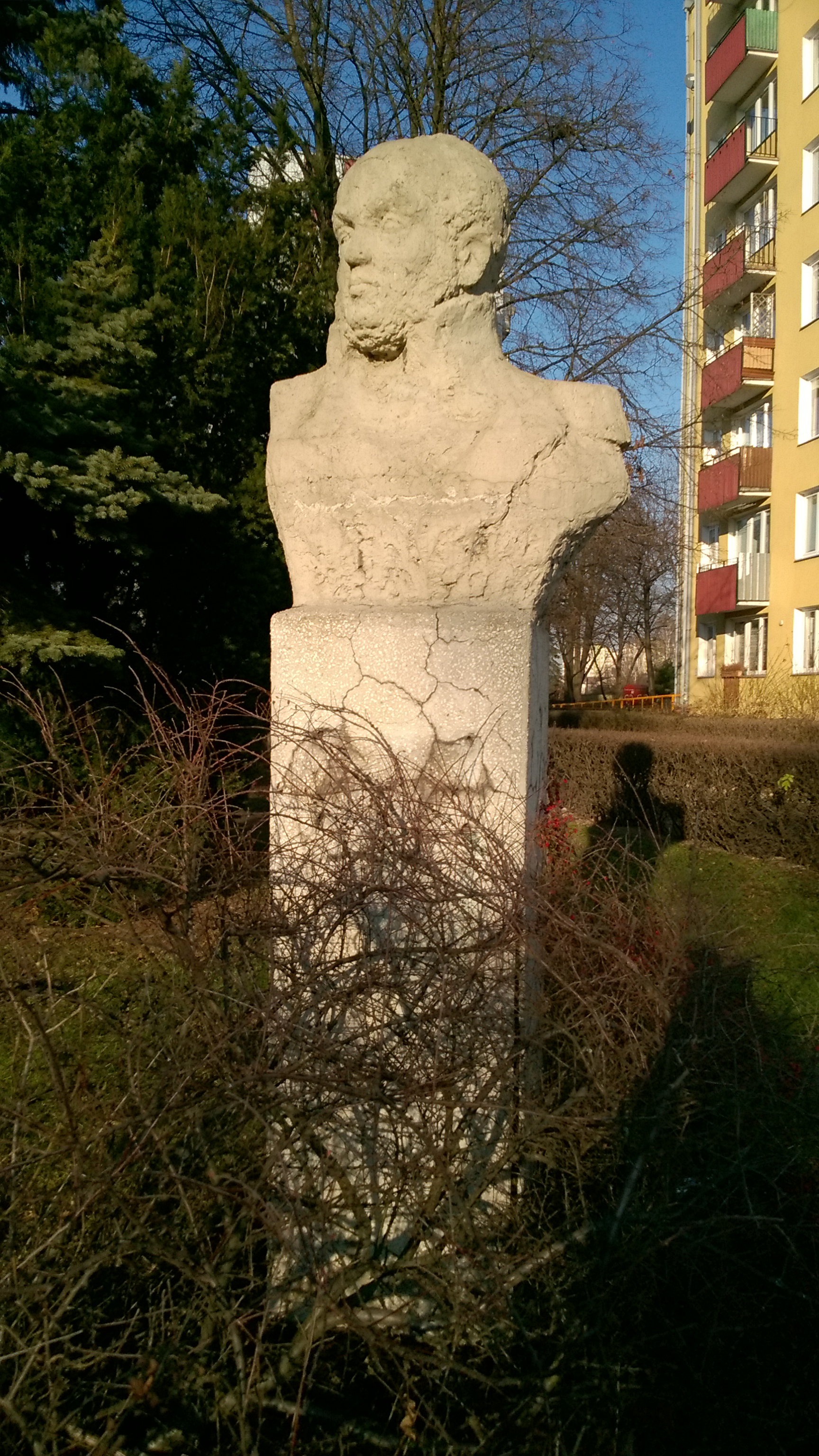
Popiersie Józefa Bema na styku ulic Tumidajskiego i Niepodległości, jedna z rzeźb na Osiedlu Niepodległości

Kalinowszczyzna (hist. Przedmieście Lwowskie) – dzielnica mieszkaniowa w Lublinie, położona w północno-wschodniej części miasta. Wieś królewska w starostwie lubelskim województwa lubelskiego w 1786 roku.

## Historia

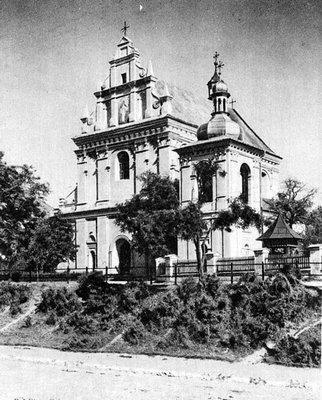
Kościół św. Agnieszki, widok przedwojenny
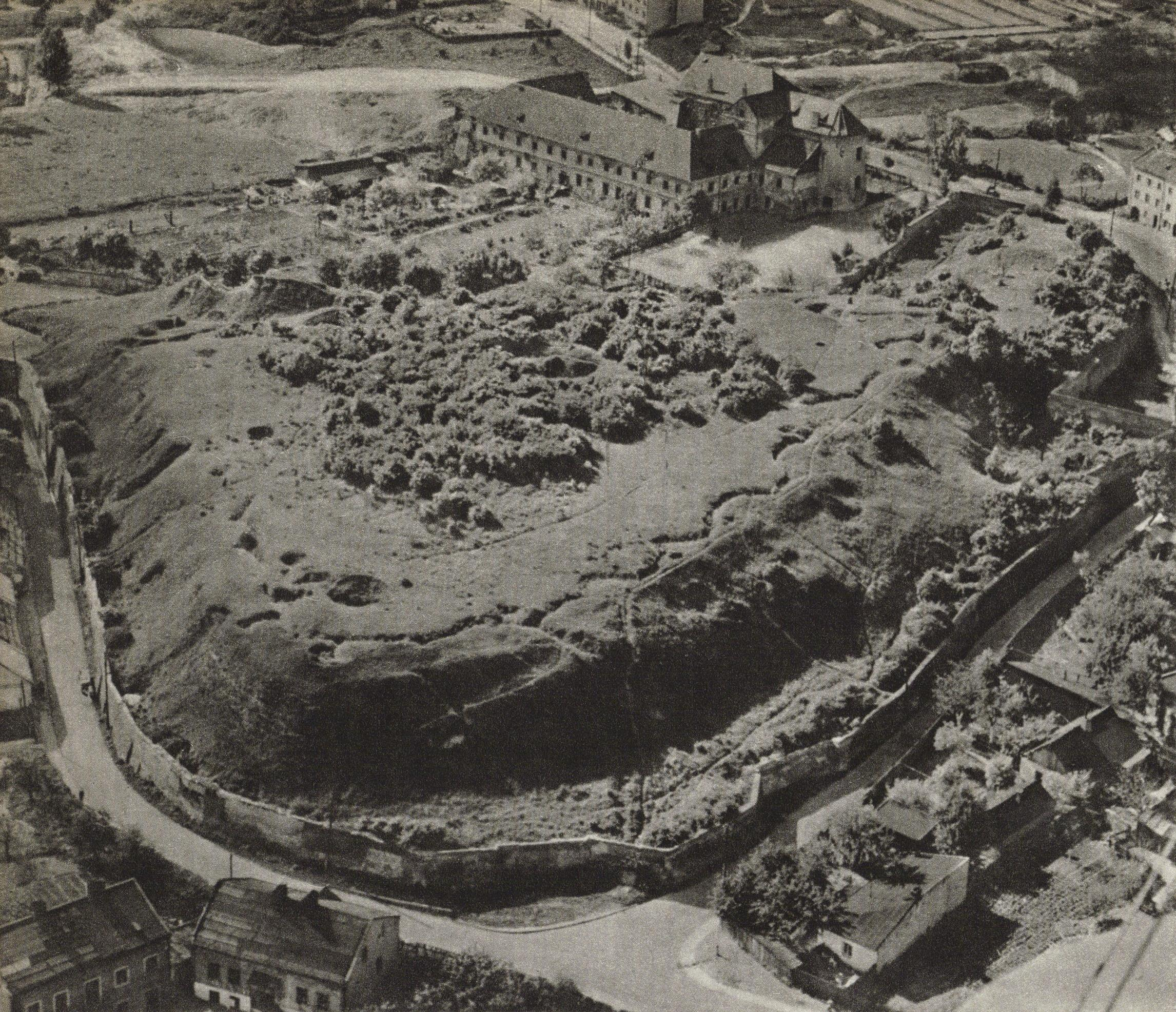
Grodzisko i kościół pofranciszkański, 1964

Do pierwszej połowy XVIII wieku Kalinowszczyzna funkcjonowała jako Przedmieście Lwowskie, które powstało przy trakcie Ruskim, który pierwotnie przebiegał po pagórkowatym terenie.
W latach 70. XX wieku przekopano przez Kalinowszczyznę wąwóz i „wyszosowano” go, nadając obecny kształt ulicy. Całe przedmieście, które aktualną nazwę zawdzięcza rodowi Kalinowskich, stanowiło do końca XVIII wieku miejsce, gdzie znajdowały się jurydyki szlacheckie i duchowne. Do początków XIX wieku Kalinowszczyzna funkcjonowała jako samodzielne miasteczko, zawdzięczające swój dobrobyt położeniu przy trakcie prowadzącym do Lwowa. Tam też znajdowała się rogatka lwowska.
O samodzielności tej świadczy istnienie Słomianego Rynku, na którym odbywały się lokalne targi. W XVII wieku funkcjonowała tam także gmina żydowska, będąca przykahałkiem lubelskiego kahału. Pod koniec XVII wieku miejscowi Żydzi wybudowali na wysokości dzisiejszego wiaduktu przy Trasie W-Z murowaną synagogę, której budynek został ostatecznie spalony w 1944 roku. Przy trakcie Ruskim rozlokowały się także w XVII wieku klasztory franciszkanów (obecnie kościół salezjanów) oraz augustianów (kościół św. Agnieszki). Od 1538 roku, na miejscu, gdzie obecnie znajduje się młyn Krauzego funkcjonowała papiernia. Istniała ona jeszcze w XVII wieku.
W ciągu wielu wieków przedmieście, nazywane również przez miejscowych Żydów Wolą, rozrastało się, zajmując malownicze wzgórza i wąwozy. Najbardziej interesującym ze wzgórz Kalinowszczyzny jest Grodzisko, czyli Stary Cmentarz żydowski, istniejący od początków XVI wieku. Zachowane na nim nagrobki z tego okresu świadczą, że jest to najstarszy tego typu obiekt zachowany na ziemiach polskich.
W 1655 roku Kalinowszczyznę zniszczyły całkowicie wojska kozacko-rosyjskie. Splądrowane zostały wtedy także miejscowe klasztory. W 1831 roku większa jej część spłonęła na skutek nieostrożności wojsk rosyjskich. Naturalną konkurencję stanowił również Lublin, mimo że targi na Słomianym Rynku odbywały się jeszcze w okresie międzywojennym. Kalinowszczyzna od drewnianej zabudowy z początku XIX wieku przeszła do małomiasteczkowej architektury, która nadała jej charakter niezamożnego przedmieścia, położonego w malowniczym miejscu.
Jeszcze w XIX wieku Kalinowszczyzna nabrała charakteru dzielnicy robotniczo-handlowej. Wybudowano tam garbarnie, z których przetrwała jedna, założona przez Pejsacha Brykmana, w której dla zatrudnionych Żydów właściciel ufundował nawet dom modlitwy. Oprócz niej istniały również garbarnie Lejzora Lidzkiego i Szmula Ajchenbauma. Na miejscu dawnej Papierni powstał młyn Krauzego. Na fabrykę sukna w XIX wieku przerobiony został obecny kościół salezjanów.

## Osiedla

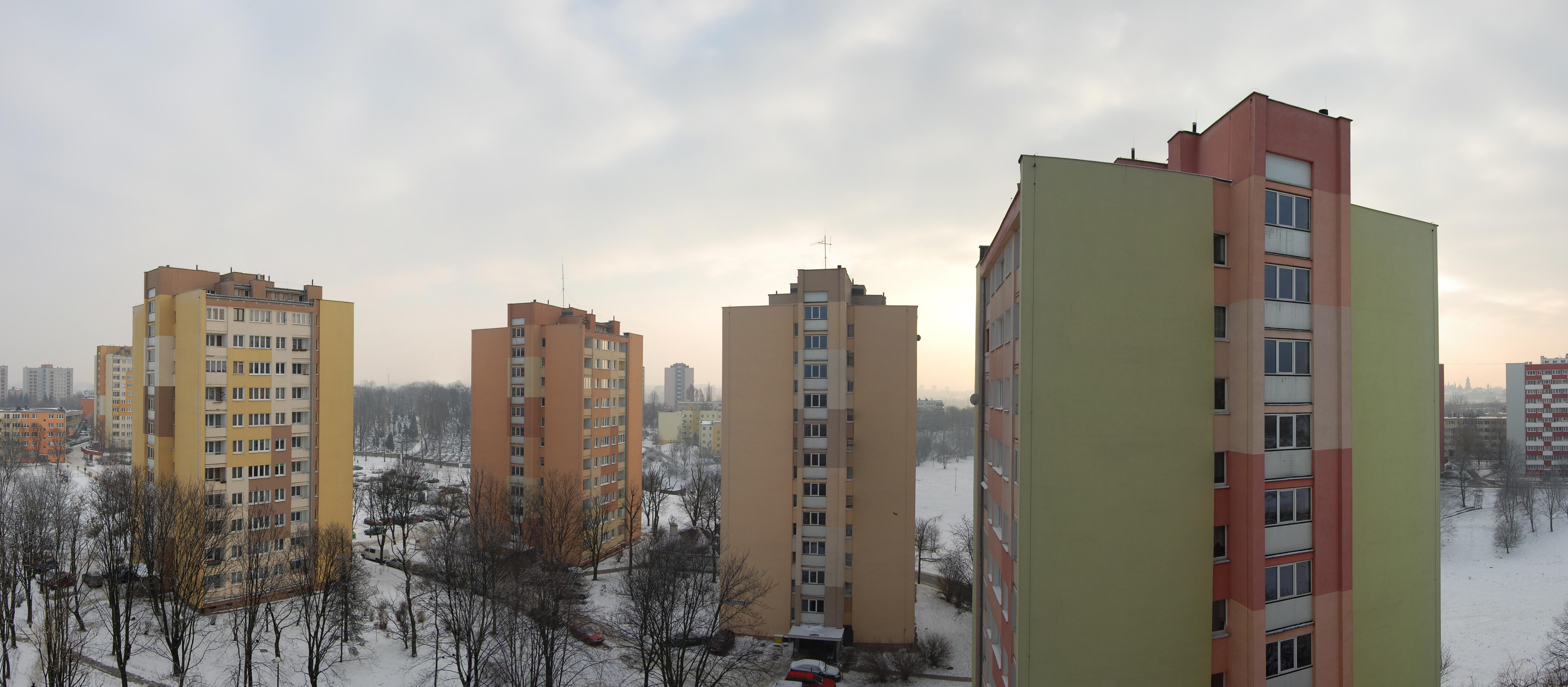
Osiedle XXX-lecia – bloki przy ul. Rückemana
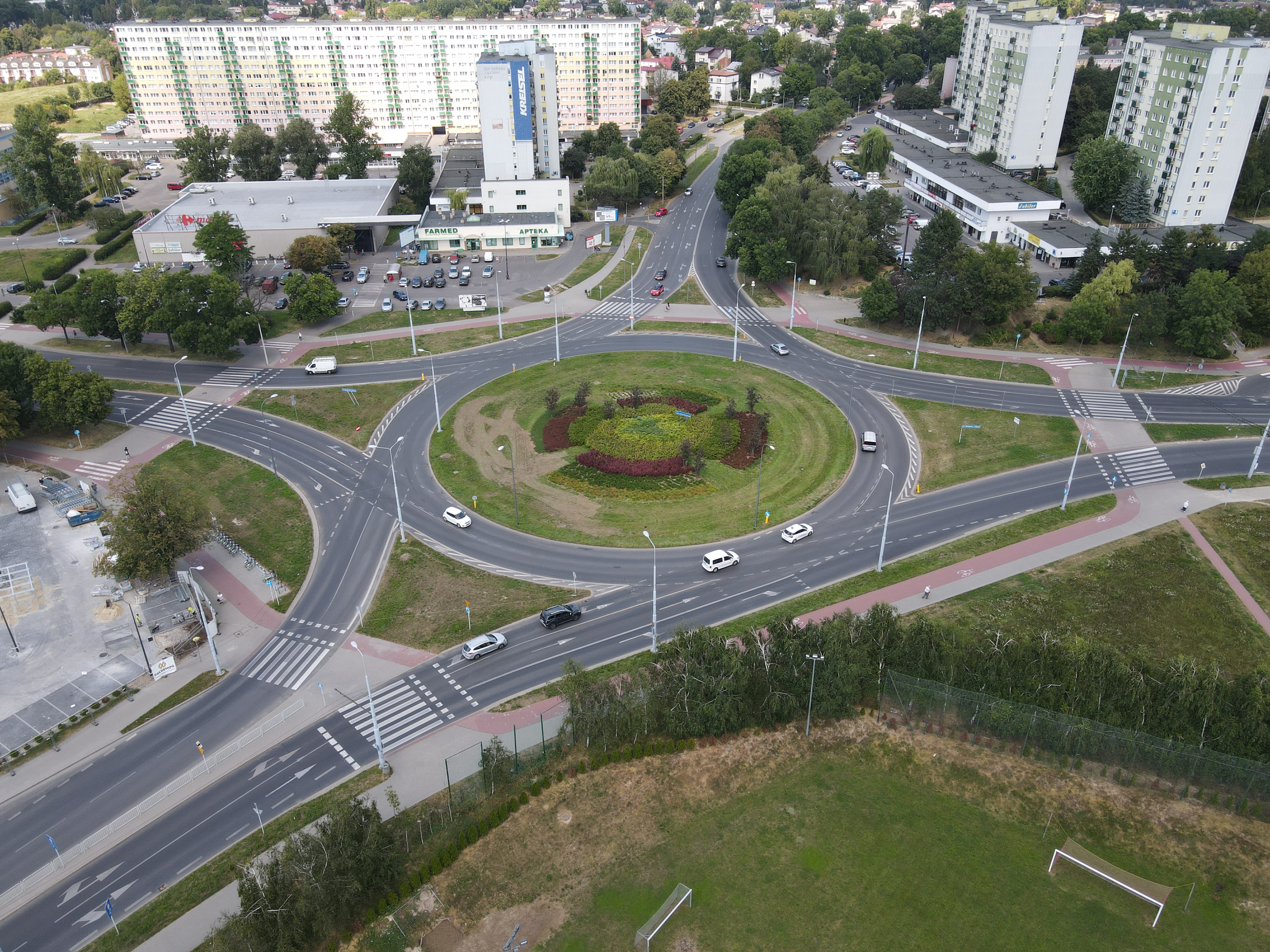
Rondo Berbeckiego z lotu ptaka
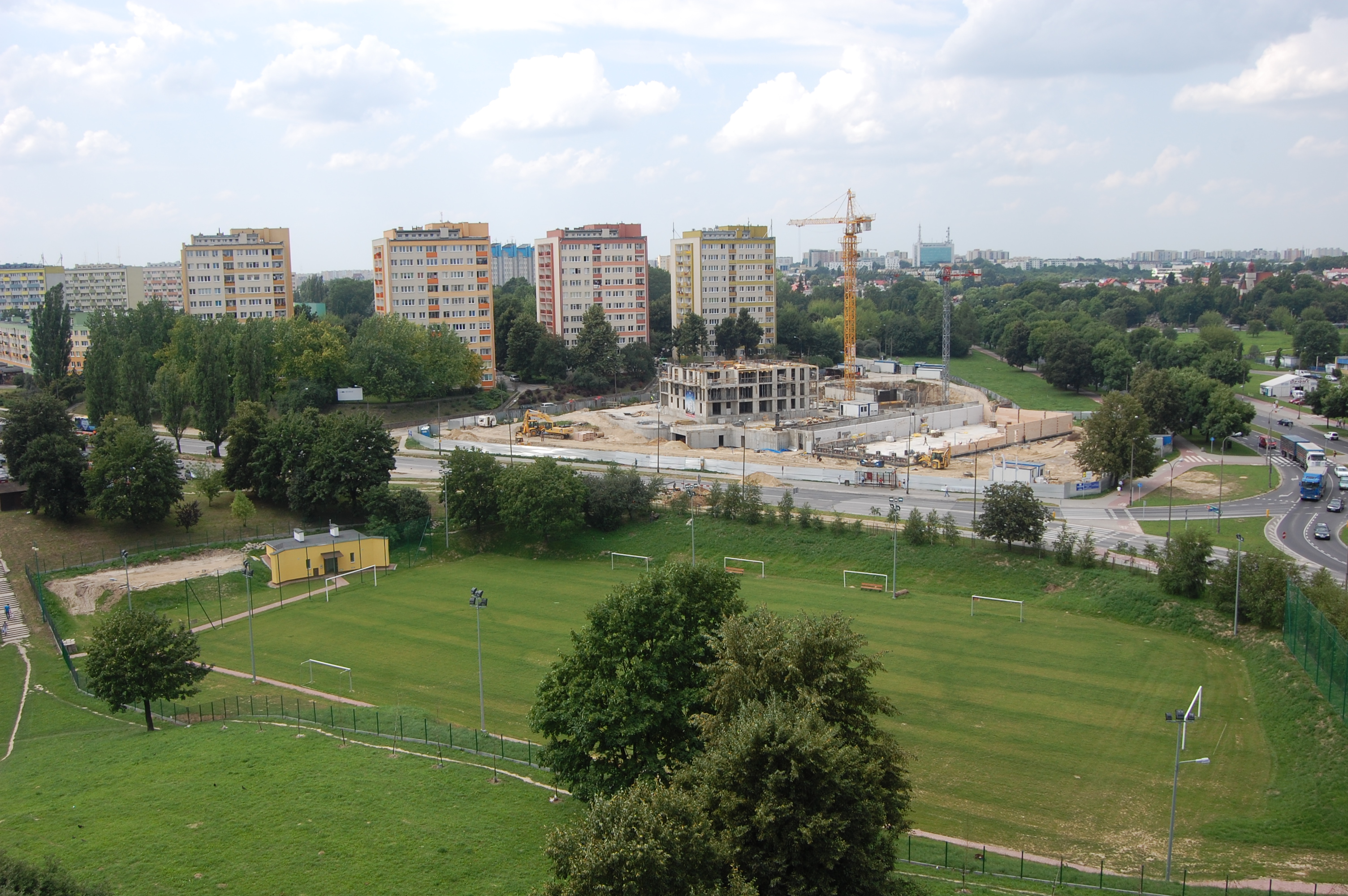
Ministadion piłkarski w wąwozie
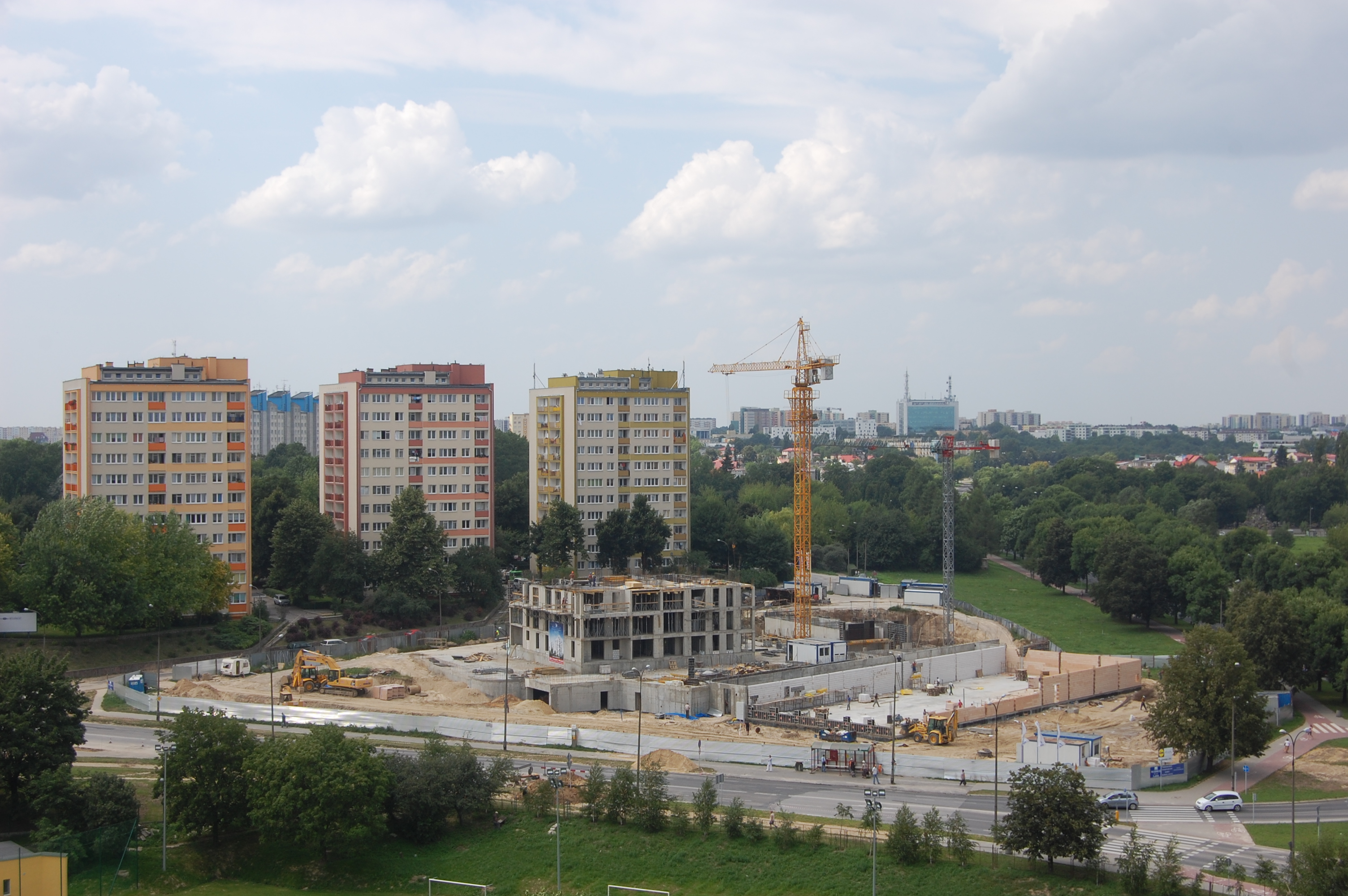
Inwestycja „Perły Kaliny” przy ul. Lwowskiej. W tle osiedle Czechów.

Dzielnicę tworzą cztery osiedla: Osiedle XXX-lecia, Osiedle Niepodległości, Osiedle 40-lecia i Osiedle Kolejarz. Składa się z rejonu ul. Kalinowszczyzna na południu, który charakteryzuje się podmiejską, a miejscami wiejską zabudową z lokalnego kamienia wapiennego oraz z wielkopłytowego osiedla mieszkaniowego na północy, powstałego w latach 70. XX wieku.
W latach 1969–1975 powstawało drugie osiedle spółdzielni RSM Motor – XXX-lecia (PRL). Zostało ono umiejętnie wkomponowane w krajobraz Kalinowszczyzny, a zaprojektowali je architekci Rita i Tadeusz Nowakowscy. W tym czasie wybudowano 19 budynków (w latach 1990–1991 dołączyły do nich jeszcze dwa). W wąwozie przy osiedlu powstał w latach 2010-2011 ministadion piłkarski, z którego korzysta lokalny zespół piłkarski MKS „Kalina” Lublin.
W 1972 roku rozpoczęto budowę Osiedla „Niepodległości” według projektu Rity i Tadeusza Nowakowskich. Kompozycja 30 budynków – 15 wieżowców i 15 bloków pięciokondygnacyjnych – wkomponowana została w naturalną rzeźbę terenu. Jest to największe osiedle Robotniczej Spółdzielni Mieszkaniowej „MOTOR”.

## Administracja
Granice dzielnic administracyjnych Kalinowszczyzny określa statut dzielnicy uchwalony 19 lutego 2009. Granice Kalinowszczyzny tworzą: od północy ul. Walecznych – ul. Walecznych w kierunku ul. Malczewskiego – ul. Pankiewicza – ul. Koryznowej – ul. Trześniowska – ul. Niepodległości – ul. Kasztanowa – ul. Świdnicka – tory PKP, od wschodu tory PKP, od południa Bystrzyca – Czechówka, a od zachodu – al. Unii Lubelskiej – ul. Podzamcze – ul. Dolińskiego – ul. Walecznych.
Kalinowszczyzna ma powierzchnię 2,75 km². Według stanu na 30 czerwca 2018 na pobyt stały na Kalinowszczyźnie było zarejestrowanych 22 451 osób.